# Islas Caimán en los Juegos Olímpicos de Sochi 2014
Las Islas Caimán estuvieron representadas en los Juegos Olímpicos de Sochi 2014 por un deportista masculino que compitió en esquí alpino.
El portador de la bandera en la ceremonia de apertura fue el esquiador alpino Dow Travers. El equipo olímpico no obtuvo ninguna medalla en estos Juegos.